# Chibueze Clement Udeani
Chibueze Clement Udeani (* 23. November 1962 in Surulere) ist ein nigerianischer römisch-katholischer Theologe.

## Leben
Er besuchte von 1970 bis 1975 die Volksschule in Enugu und von 1975 bis 1980 das Gymnasium in Nsukka. Nach der Matura 1980 war er von 1980 bis 1985 Lehrer für Physik und Chemie. Das Studium (1981–1985) der Philosophie in Ikot Ekpene schloss er 1985 mit dem Baccalaureat ab. Von 1985 bis 1987 hielt er Vorlesungen in philosophischen Fächern
am Institut für ökumenische Erziehung in Enugu. Von 1986 bis 1987 studierte er katholische Theologie in Enugu und von 1987 bis 1991 an der Universität Innsbruck. Von 1989 bis 1990 erwarb das Diplom Dynamik der persönlichen Motivation am Success Motivation Institute in Waco. Nach der Sponsion 1991 zum Magister der Theologie begann er 1991/1992
das Studium der Wirtschaftsinformatik an der Universität Linz und des Doktoratsstudiums der Katholischen Theologie in Innsbruck. Von 1997 bis 2001 leitete er das Paraplü, dem Integrationszentrum für In- und Ausländer der Caritas Oberösterreich in Steyr. Nach der Promotion 1997 zum Doktor der Theologie war er von 2002 bis 2008 Universitätsassistent an der Universität Salzburg, Zentrum für Theologie Interkulturell und Studium der Religionen, Fachbereich Systematische Theologie. Von 2004 bis 2011 arbeitete er am Habilitationsprojekt Intercultural Hermeneutics in Understanding Culture and Religion an der Katholisch-Theologischen Fakultät der Universität Wien. Seit 2012 ist er wissenschaftlicher Leiter der Fach- und Forschungsstelle für Migration, Integration und Interkulturelle Bildung der Caritas Oberösterreich. Seit September 2012 lehrt er als Lehrstuhlinhaber für Missionswissenschaft und Dialog der Religionen an der Julius-Maximilians-Universität Würzburg.

## Werke (Auswahl)
- mit Claude Ozankom (Hrsg.): Globalisierung – Kulturen – Religionen (= Intercultural theology and study of religions. Band 1). Rodopi, Amsterdam/New York 2006, ISBN 90-420-2043-1.
- mit Friedrich Reiterer und Klaus Zapotoczky (Hrsg.): Religion and society. On the present-day religious situation. Religion und Gesellschaft. Zur religiösen Situation der Gegenwart (= Intercultural theology and study of religions. Band 5). Rodopi, Amsterdam/New York 2014, ISBN 978-90-420-3929-2.
- mit Daniel Greb (Hrsg.): Einander begegnen. Chancen und Grenzen im Dialog der Religionen heute (= Würzburger Theologie. Band 13). Echter, Würzburg 2016, ISBN 3-429-03944-4.